# Bataille de Waza
Insurrection de Boko Haram
La bataille de Waza a lieu le 16 février 2015 lors de l'insurrection de Boko Haram.

## Déroulement
Le 16 février 2015, des troupes Boko Haram lancent une attaque contre des patrouilles de l'armée camerounaise dans la zone du parc national de Waza. Une série d'accrochages s'ensuit, les combats s'engagent dans la matinée et cessent dans l'après-midi. Les hommes du bataillon d'intervention rapide (BIR) finissent par repousser les djihadistes,.

## Les pertes
Selon le bilan donné par le colonel Didier Badjeck, responsable de la communication du ministère de la Défense, cinq militaires camerounais et 86 djihadistes sont morts lors des combats. Un blindé de Boko Haram est également capturé et un autre est endommagé,.